# خوردان سیلوا
خوردان سیلوا (اسپانیایی: Jordan Silva‎؛ زادهٔ ۳۰ اوت ۱۹۹۴) بازیکن فوتبال اهل مکزیک است.
از باشگاه‌هایی که در آن بازی کرده‌است می‌توان به باشگاه فوتبال دپورتیوو تولوکا اشاره کرد.
وی همچنین در تیم‌های ملی فوتبال زیر ۲۳ سال مکزیک و مکزیک بازی کرده‌است.